# Liste der Gerichtsbezirke im Baskenland
Dies sind die Gerichtsbezirke in der Autonomen Gemeinschaft Baskenland, Spanien.

## Provinz Álava

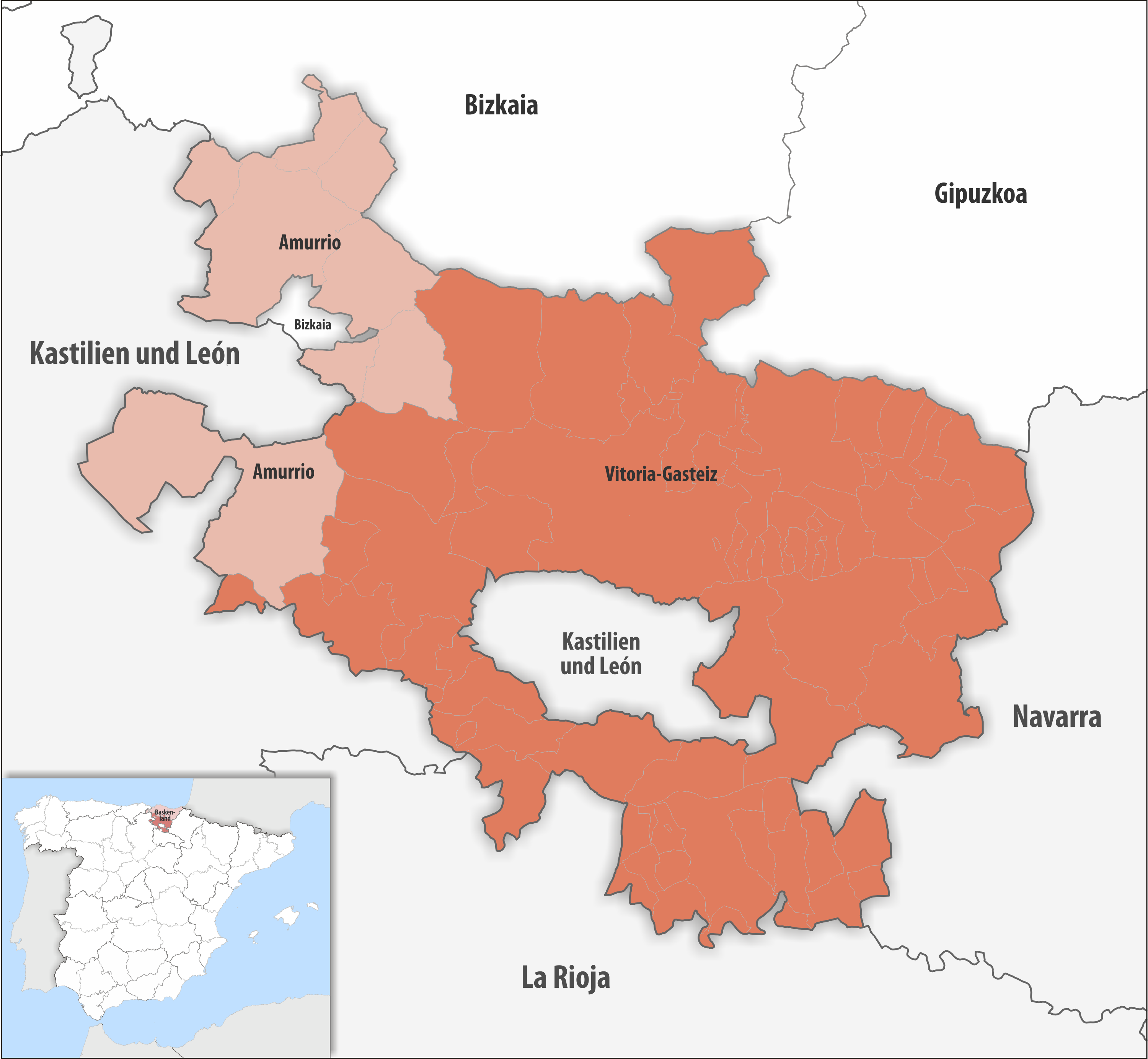
Gerichtsbezirke in der Provinz Álava

| Gerichtsbezirk      | Gemeinden | Einwohner (2024) | Fläche km² | Dichte Einw./km² | Hauptquartier   |
| ------------------- | --------- | ---------------- | ---------- | ---------------- | --------------- |
| Amurrio             | 7         | 36.838           | 631,22     | 58               | Amurrio         |
| Vitoria-Gasteiz     | 44        | 302.299          | 2.406,23   | 126              | Vitoria-Gasteiz |
| Provinz Araba/Álava | 51        | 339.137          | 3.037,45   | 112              | Vitoria-Gasteiz |

## Provinz Bizkaia

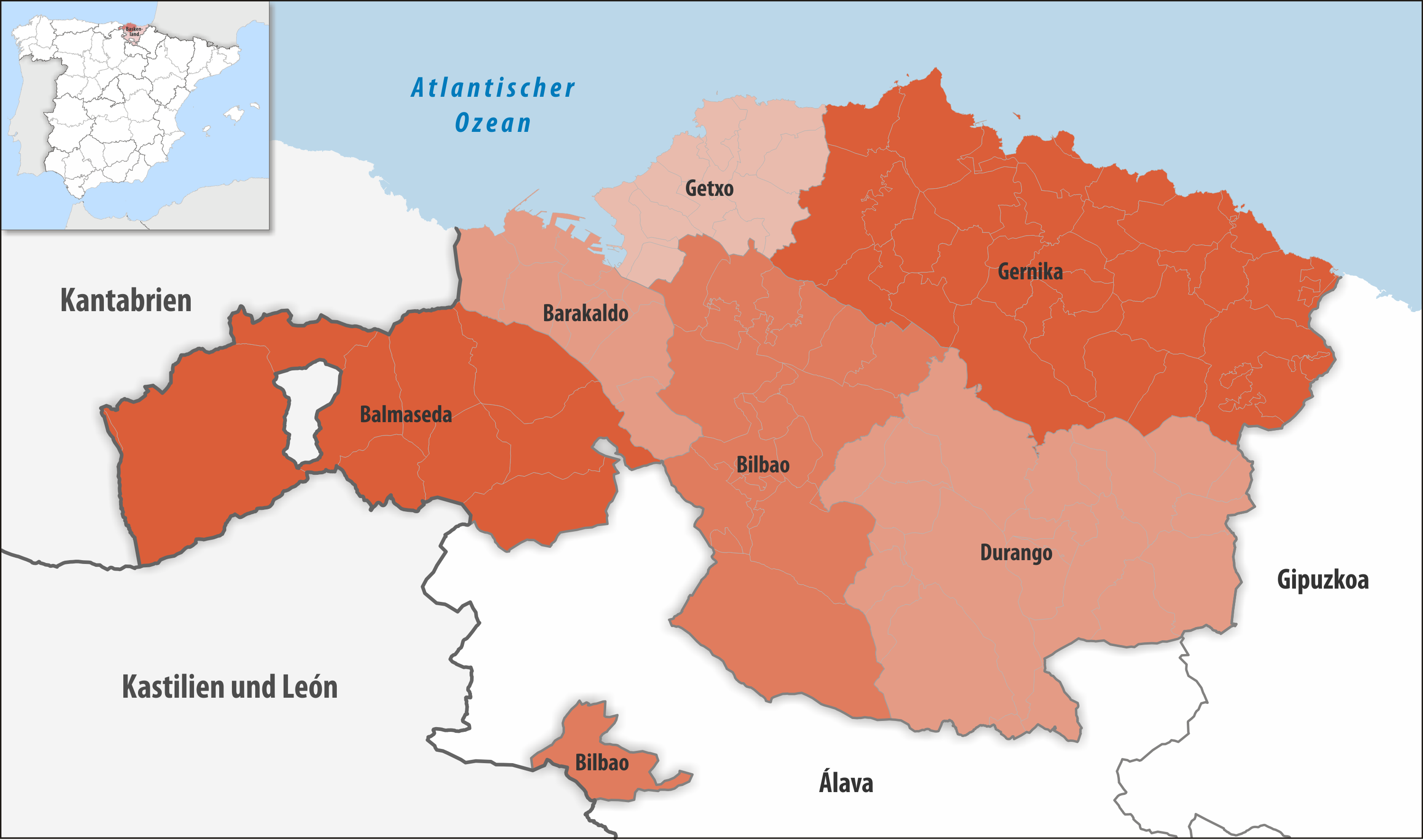
Gerichtsbezirke in der Provinz Bizkaia

| Gerichtsbezirk  | Gemeinden | Einwohner (2024) | Fläche km² | Dichte Einw./km² | Hauptquartier |
| --------------- | --------- | ---------------- | ---------- | ---------------- | ------------- |
| Balmaseda       | 10        | 32.225           | 424,94     | 76               | Balmaseda     |
| Barakaldo       | 10        | 263.035          | 130,98     | 2.008            | Barakaldo     |
| Bilbao          | 19        | 503.215          | 429,74     | 1.171            | Bilbao        |
| Durango         | 23        | 111.054          | 503,69     | 220              | Durango       |
| Gernika         | 38        | 96.400           | 596,83     | 162              | Gernika       |
| Getxo           | 12        | 154.204          | 129,38     | 1.192            | Getxo         |
| Provinz Bizkaia | 112       | 1.160.133        | 2.215,56   | 524              | Bilbao        |

## Provinz Gipuzkoa

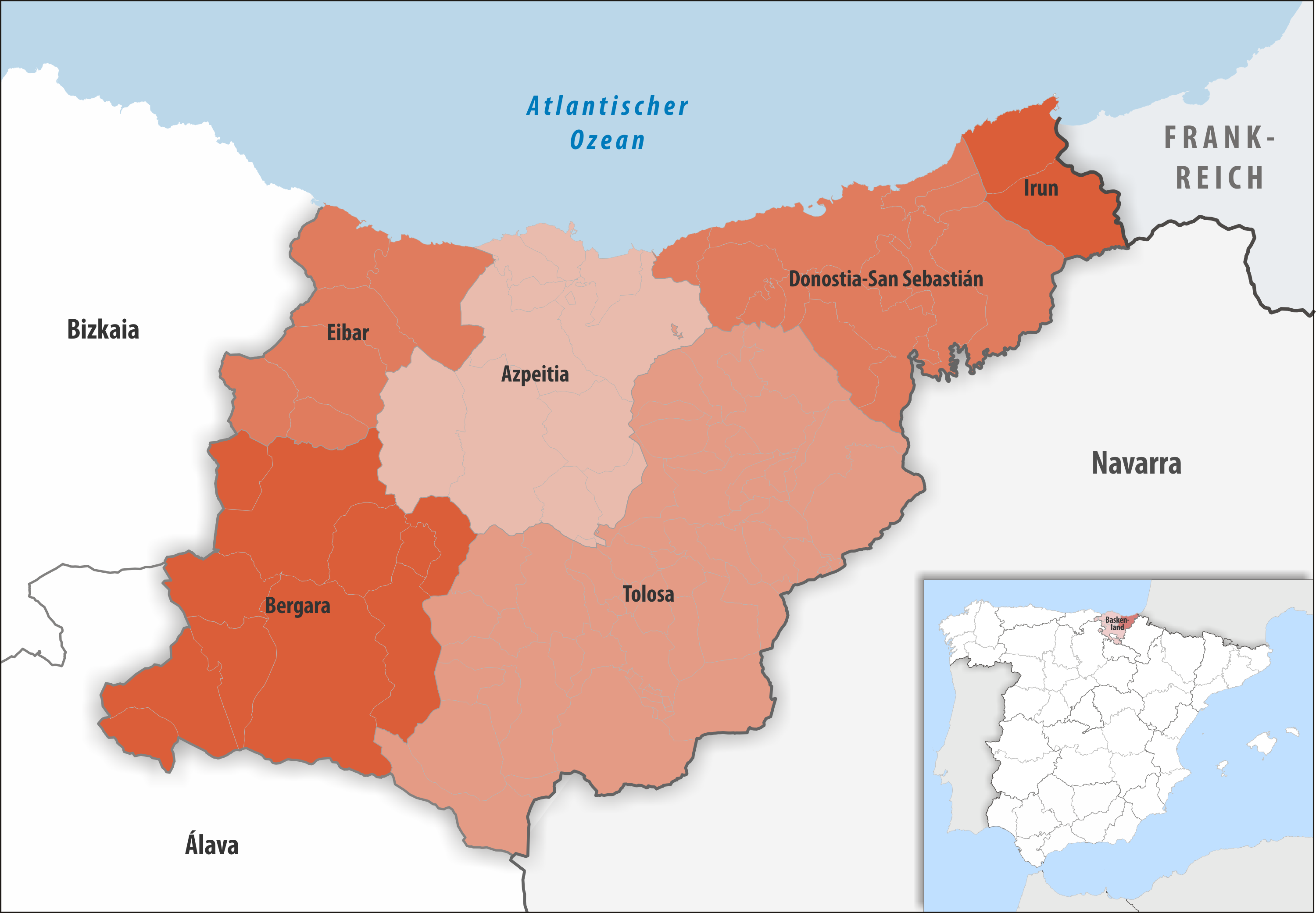
Gerichtsbezirke in der Provinz Gipuzkoa

| Gerichtsbezirk         | Gemeinden | Einwohner (2024) | Fläche km² | Dichte Einw./km² | Hauptquartier          |
| ---------------------- | --------- | ---------------- | ---------- | ---------------- | ---------------------- |
| Azpeitia               | 11        | 71.433           | 328,25     | 218              | Azpeitia               |
| Bergara                | 11        | 87.817           | 410,81     | 214              | Bergara                |
| Donostia-San Sebastián | 11        | 327.145          | 288,15     | 1.135            | Donostia-San Sebastián |
| Eibar                  | 6         | 55.441           | 181,51     | 305              | Eibar                  |
| Irun                   | 2         | 80.585           | 71,03      | 1.135            | Irun                   |
| Tolosa                 | 47        | 108.761          | 700,12     | 155              | Tolosa                 |
| Provinz Gipuzkoa       | 88        | 731.182          | 1.979,87   | 369              | Donostia-San Sebastián |